# 稲沢市の地名
- 愛知県 > 稲沢市 > 地名

稲沢市の地名では、同市内に存在する町名・字名を旧市町ごとに一覧にして記す。取り消し線の地名は現存しない町・字、括弧内の地名は旧町名や自治体・大字・町名、数字は成立年である。

## 旧稲沢市
ここでは2005年(平成17年)4月以前から稲沢市内であった地域の町名・字名の変遷を記載する。

### 市制当初の地名
同市は1958年、中島郡稲沢町に市制がしかれることによって成立した。市制と同時に町制時の大字は同市の町名に継承され、市制当初は以下の68町を編成した。以下昭和の大合併前の旧町村ごとに記載する。
旧中島郡稲沢町
- 稲沢町（稲沢）
- 桜木町（桜木、1980年桜木1 - 2丁目・桜木宮前町の各一部となる）
- 長束町（旧一治村長束）
- 小池正明寺町（旧一治村小池正明寺）
- 高御堂町（旧一治村高御堂、1985年大塚北となる）
- 国府宮町（旧国府宮村国府宮）
- 治郎丸町（旧国府宮村治郎丸）
- 島町（旧国府宮村島）
- 松下町（旧国府宮村松下、1984年高御堂3 - 5丁目・松下1 - 2丁目・国府宮1 - 4丁目の各一部となる）
- 子生和町（旧山形村子生和）
- 赤池町（旧山形村赤池）
- 陸田町（旧山形村陸田、1978年下津牛洗町・下津長田町の各一部となる）
- 長野町（旧山形村長野）
- 下津町（旧下津村）
- 石橋町（旧中島村石橋、1990年代頃石橋1 - 6丁目などの一部となる）
- 木全町（旧中島村木全）
- 稲島町（旧稲保村稲島）
- 平野町（旧大江村平野）
- 小寺町（旧大江村小寺）
- 池部町（旧大江村池部）
- 横地町（旧大江村横地）
- 重本町（旧大江村重本、1990年代頃重本1 - 4丁目などの一部となる）
- 大塚町（旧大江村大塚）

旧千代田村
- 南麻績町（旧実田村南麻績）
- 目比町（旧実田村目比）
- 氷室町（旧実田村氷室）
- 坂田町（旧実田村坂田）
- 今村町（旧実田村今）
- 大矢町（旧吉田村大矢）
- 込野町（旧吉田村込野）
- 附島町（旧吉田村附島）
- 牛踏町（旧吉田村牛踏）
- 西溝口町（旧豊田村西溝口）
- 堀之内町（旧豊田村堀之内）
- 福島町（旧豊田村福島）
- 野崎町（旧豊田村野崎）
- 北麻績町（旧豊田村北麻績）
- 千代町（旧豊田村千代）
- 梅須賀町（旧大江村梅須賀）
- 井堀町（旧井長谷村井堀、1977年井堀江西町などの一部となる）
- 板葺町（旧三宅村板葺）

旧明治村
- 儀長町（旧井長谷村儀長）
- 法花寺町（旧国分村法花寺）
- 矢合町（旧国分村矢合）
- 船橋町（旧国分村船橋）
- 片原一色町（旧片原一色村）
- 清水町（旧光郷村清水）
- 浅井町（旧光郷村浅井）
- 下屋町（旧光郷村下屋、1990年代頃下屋1 - 3丁目などの一部となる）
- 竹ノ腰町（旧光郷村竹ノ腰、1981年天池西町となる）
- 天池町（旧光郷村天池、1990年代頃石橋1 - 6丁目などの一部となる）
- 馬場町（旧光郷村馬場、1990年代頃馬場1 - 3丁目などの一部となる）
- 平町（旧光郷村平、1981年山口本町・天池五反田町の各一部となる）
- 山口町（旧光郷村山口）
- 中野町（旧光郷村中野、1981年山口本町となる）
- 横野町（旧西島村横野）
- 西島町（旧西島村西島）

旧大里村
- 北島町（旧島田村北島）
- 中之庄町（旧島田村中之庄）
- 七ツ寺町（旧島田村七ツ寺）
- 堀田町（旧島田村堀田）
- 高重町（旧島田村高重）
- 奥田町（旧奥田村）
- 井之口町（旧四家村井之口）
- 六角堂町（旧四家村六角堂、1987年六角堂西町・六角堂東町となる）
- 日下部町（旧日下部村）
- 北市場町（旧市田村北市場）
- 増田町（旧市田村増田）

### 現在までの町名設置
市内では区画整理や住居表示、周辺自治体との境界変更によって現在までに以下の町名が設置されている。以下年別に記す。
1965年
- 高重西町（高重町・奥田町・中之庄町）
- 高重中町（高重町・中之庄町）
- 高重東町（高重町・奥田町・中之庄町）

1967年
- 増田北町（増田町）
- 増田東町（増田町）
- 増田西町（増田町）
- 増田南町（増田町）

1969年
- 菱町（下津町・井之口町・小池正明寺町）
- 井之口大宮町（井之口町）
- 井之口北畑町（井之口町・下津町）
- 井之口白山町（井之口町）
- 井之口本町（井之口町）
- 井之口四家町（井之口町）
- 井之口親畑町（井之口町）
- 井之口柿ノ木町（井之口町）
- 日下部北町（日下部町）
- 日下部西町（日下部町）
- 日下部中町（日下部町）
- 日下部南町（日下部町）
- 日下部東町（日下部町・六角堂町）
- 日下部花ノ木町（日下部町・北市場町）
- 日下部松野町（日下部町）

1970年
- 桜木宮前町（稲沢町・桜木町）
- 朝府町（天池町・平町・船橋町・稲沢町）
- 奥田南花ノ木町（奥田町・北島町）
- 奥田計用町（奥田町）

1972年
- 幸町（小池正明寺町・長束町・奥田町）
- 国府宮神田町（稲島町・治郎丸町・国府宮町）
- 国府宮川東町（国府宮町・治郎丸町、1984年国府宮1 - 4丁目となる）
- 国府宮宮西町（国府宮町・稲島町、1984年国府宮1 - 4丁目となる）
- 国府宮国衙町（国府宮町、1984年松下1 - 2丁目となる）
- 国府宮宮浦町（国府宮町、1984年国府宮1 - 4丁目となる）
- 国府宮宮東町（国府宮町・治郎丸町、1984年国府宮1 - 4丁目となる）
- 国府宮宗形町（国府宮町、1984年国府宮1 - 4丁目となる）
- 治郎丸古江町（治郎丸町・国府宮町）
- 稲島法成寺町（稲島町・国府宮町）
- 緑町（北島町・奥田町）
- 東緑町（奥田町）
- 奥田神ノ木町（奥田町）
- 奥田島崎町（奥田町）
- 奥田宮長町（奥田町）
- 奥田北花ノ木町（奥田町）
- 奥田白山町（奥田町）
- 奥田長角町（奥田町）
- 奥田大門町（奥田町）
- 奥田堀畑町（奥田町）
- 奥田馬場町（奥田町）
- 奥田中切町（奥田町）
- 奥田井之下町（奥田町）
- 奥田膳棚町（奥田町）
- 奥田大沢町（奥田町）
- 奥田流町（奥田町）
- 奥田酒伊町（奥田町）
- 奥田天神町（奥田町）

1974年
- 千代西町（千代町）

1975年
- 丹陽町三ツ井（一宮市丹陽町三ツ井の一部より編入、1976年赤池真崎町となる）
- 須ケ谷（平和町須ケ谷の一部より編入、1977年井堀江西町・井堀犬城町・井堀蒲六町の各一部となる）

1976年
- 治郎丸高須町（治郎丸町・稲島町）
- 治郎丸北町（治郎丸町）
- 治郎丸大明町（治郎丸町）
- 治郎丸神木町（治郎丸町）
- 治郎丸柳町（治郎丸町）
- 治郎丸中町（治郎丸町・稲島町）
- 治郎丸元町（治郎丸町）
- 治郎丸白山町（治郎丸町）
- 治郎丸土井町（治郎丸町）
- 治郎丸南町（治郎丸町）
- 治郎丸清敷町（治郎丸町）
- 治郎丸郷前町（治郎丸町）
- 治郎丸細道町（治郎丸町）
- 治郎丸大角町（治郎丸町）
- 治郎丸天神町（治郎丸町）
- 治郎丸椿町（治郎丸町）
- 治郎丸西町（治郎丸町・稲島町）
- 治郎丸東町（治郎丸町）
- 治郎丸石塚町（治郎丸町・国府宮町）
- 子生和溝師町（子生和町・赤池町）
- 赤池居道町（赤池町・陸田町・子生和町）
- 赤池西出町（赤池町）
- 赤池旗屋町（赤池町・陸田町）
- 赤池前山町（赤池町）
- 赤池裏田町（赤池町）
- 赤池山中町（赤池町）
- 赤池陣出町（赤池町）
- 赤池真崎町（赤池町・丹陽町三ツ井）
- 丹陽町九日市場（一宮市丹陽町九日市場の一部より編入、1981年下津矢口町となる）
- 一色藤塚町（山口町・儀長町・中野町・片原一色町）
- 一色三反田町（片原一色町）
- 一色長畑町（片原一色町）
- 一色青海町（片原一色町・須ケ谷）
- 一色跡之口町（片原一色町・須ケ谷）
- 三宅（平和町三宅の一部より編入、1977年井堀犬城町・井堀橋下町・井堀下郷町の各一部となる）
- 萩原町築込（一宮市萩原町築込の一部より編入、1977年生出本町・生出河戸町・生出西道根町・生出東道根町の各一部となる）

1977年
- 大和町妙興寺（一宮市大和町妙興寺の一部より編入、1979年子生和池田町となる）
- 陸田白山町（陸田町・赤池町・子生和町）
- 陸田高畑町（陸田町・赤池町）
- 陸田東出町（陸田町）
- 陸田一里山町（陸田町・下津町・赤池町）
- 陸田栗林町（陸田町・下津町）
- 陸田本町（陸田町）
- 陸田宮前町（陸田町・下津町）
- 陸田丸之内町（陸田町）
- 陸田花塚町（陸田町）
- 陸田馬山町（陸田町・長野町）
- 下津細廻町（下津町、1984年駅前1 - 4丁目となる）
- 井堀江西町（井堀町・須ケ谷）
- 井堀犬城町（井堀町・須ケ谷・三宅）
- 井堀大縄町（井堀町・堀之内町・儀長町）
- 井堀川東町（井堀町）
- 井堀橋下町（井堀町・板葺町・西溝口町・三宅）
- 井堀北出町（井堀町・板葺町）
- 井堀宿塚町（井堀町・堀之内町）
- 井堀高見町（井堀町）
- 井堀中郷町（井堀町）
- 井堀下郷町（井堀町・三宅）
- 井堀野口町（井堀町・板葺町）
- 井堀蒲六町（井堀町・須ケ谷）
- 中野川端町（中野町・西島町・平町）
- 中野元町（中野町・平町）
- 中野宮町（中野町・片原一色町・山口町）
- 生出河戸町（西島町・萩原町築込）
- 生出上山町（西島町・横野町）
- 生出横西町（西島町・横野町）
- 生出本町（西島町・萩原町築込）
- 生出郷前町（西島町）
- 生出山田町（西島町・横野町・清水町）
- 生出西道根町（西島町・萩原町築込）
- 生出東道根町（西島町・萩原町築込・清水町）
- 西島出町（西島町・清水町・横野町）
- 西島北町（西島町）
- 西島中町（西島町）
- 西島本町（西島町）
- 西島東町（西島町・中野町・片原一色町・中野元町）
- 西島新町（西島町・中野町・清水町）
- 一場（清洲町[注 1]一場の一部より編入、1979年北市場南町・北市場西町の各一部となる）
- 西市場（清洲町[注 1]西市場の一部より編入、1979年北市場南町・日下部南町となる）

1978年
- 下津牛洗町（下津町・陸田町・陸田栗林町・赤池町）
- 下津長田町（下津町・陸田町）
- 下津鞍掛町（下津町）
- 下津穂所町（下津町）
- 下津小井戸町（下津町）
- 下津片町（下津町）
- 下津高戸町（下津町）
- 下津光明寺町（下津町・赤池町・丹陽町九日市場）
- 下津蛇池町（下津町）
- 下津ふじ塚町（下津町・丹陽町九日市場）
- 下津住吉町（下津町・丹陽町九日市場）
- 一色神宮町（片原一色町）
- 新開（平和町新開の一部より編入、1980年一色川俣町・一色上方町・一色森山町の各一部となる）
- 萩原町西御堂（一宮市西御堂の一部より編入、1981年天池金山町となる）
- 竹ノ腰東町（天池町・竹ノ腰町）
- 竹ノ腰中町（竹ノ腰町）
- 竹ノ腰西町（竹ノ腰町・清水町）
- 竹ノ腰本町（竹ノ腰町・清水町・天池町）
- 竹ノ腰北町（清水町・天池町・竹ノ腰町・萩原町西御堂）
- 平金森町（平町・中野町）
- 平江向町（平町・下屋町）
- 平細工蔵町（平町）
- 平仏供田町（平町・下屋町）
- 平苅田町（平町・馬場町）
- 平尾苅町（平町・法花寺町・下屋町）
- 平蜂ノ坪町（平町・下屋町・天池町）
- 平高道町（平町）

1979年
- 子生和坂田町（子生和町）
- 子生和小原町（子生和町）
- 子生和円場町（子生和町）
- 子生和八島町（子生和町）
- 子生和住吉町（子生和町）
- 子生和子安賀町（子生和町）
- 子生和神明町（子生和町）
- 子生和山王町（子生和町）
- 子生和池田町（子生和町・赤池町・大和町妙興寺）
- 赤池池田町（赤池町・子生和町）
- 北市場西町（北市場町・一場）
- 北市場南町（日下部南町・一場・西市場）

1980年
- 桜木1 - 2丁目（稲沢町・桜木町）
- 西町1 - 3丁目（稲沢町・木全町）
- 御供所町（高御堂町・小池正明寺町）
- 駅前3丁目（小池正明寺町・下津町・長野町・下津細廻町）
- 正明寺2丁目（小池正明寺町・高御堂町）
- 小池2 - 3丁目（小池正明寺町・長野町）
- 高御堂1 - 2丁目（高御堂町・松下町）
- 大矢真宮町（大矢町）
- 大矢高田町（大矢町）
- 大矢仙口町（大矢町）
- 大矢白山町（大矢町）
- 大矢青山町（大矢町・込野町）
- 大矢江西町（大矢町）
- 大矢浄土寺町（大矢町・込野町）
- 一色中通町（片原一色町）
- 一色川俣町（片原一色町・新開）
- 一色下方町（片原一色町・新開）
- 一色森山町（片原一色町・新開）
- 井之口沖ノ田町（長束町・井之口町）
- 井之口小番戸町（井之口町）
- 井之口石塚町（井之口町）
- 井之口鶴田町（長束町・井之口町）
- 井之口大坪町（井之口町）

1981年
- 下津北山町（下津町）
- 下津南山町（下津町）
- 下津新町（下津町）
- 下津大門町（下津町）
- 下津矢口町（下津町・丹陽町九日市場）
- 天池伝代町（天池町）
- 天池西町（天池町・竹ノ腰町）
- 天池東町（天池町）
- 天池金山町（天池町・萩原町西御堂）
- 天池牧作町（天池町）
- 天池遠松町（天池町）
- 天池光田町（天池町・朝府町）
- 天池浪寄町（天池町）
- 天池五反田町（天池町・平町・下屋町）
- 山口本町（山口町・中野町・平町・馬場町）
- 山口宮前町（山口町・馬場町）
- 山口南町（山口町・片原一色町・儀長町・馬場町）
- 中之庄堤畔町（中之庄町）
- 中之庄海道町（中之庄町・増田町）
- 中之庄元屋敷町（中之庄町・高重町）
- 中之庄長堤町（中之庄町）
- 中之庄半田町（中之庄町・高重町）
- 中之庄高畑町（中之庄町）

1982年
- 高御堂10丁目（高御堂町・大塚町）
- 高御堂（高御堂町、1984年高御堂1 - 5・10丁目に編入）
- 前田1丁目（高御堂町）
- 一色上方町（片原一色町）
- 一色中屋敷町（片原一色町）
- 一色巡見町（片原一色町）
- 奥田寺切町（奥田町）
- 奥田立長町（奥田町）
- 奥田切田町（奥田町）
- 奥田天目寺町（奥田町）
- 奥田田畑町（奥田町）
- 奥田木塚町（奥田町）
- 奥田下河町（奥田町）

1983年
- 田代1 - 2丁目（坂田町・氷室町・目比町）
- 一色竹橋町（片原一色町・西島町）
- 一色白山町（片原一色町）
- 一色道上町（片原一色町）
- 一色市場町（片原一色町）
- 横野堂根町（横野町・清水町）
- 横野西郷町（横野町）
- 横野東郷町（横野町）
- 横野東出町（横野町・清水町）
- 横野境塚町（横野町）
- 横野神田町（横野町）
- 横野松前町（横野町）
- 横野河原町（横野町・清水町・西島町）

1984年
- 小沢1 - 4丁目（稲沢町）
- 稲葉1 - 5丁目（稲沢町）
- 松下1 - 2丁目（国分宮国衙町・松下町・稲沢町）
- 駅前1 - 2・4丁目（小池正明寺町・下津町・長野町・下津細廻町）
- 正明寺1丁目（小池正明寺町・高御堂町）
- 小池1丁目（小池正明寺町・長野町）
- 長野1 - 2丁目（小池正明寺町・長野町）
- 国府宮1 - 4丁目（国府宮宮西町・国府宮宮浦町・国府宮宗形町・国府宮宮東町・国府宮宮川東町・国府宮町・松下町・高御堂町・小池正明寺町）
- 高御堂3 - 5丁目（高御堂町・松下町）

1985年
- 大塚北（大塚町・高御堂町）

1986年
- 島子安賀町（島町）
- 島東之郷町（島町）
- 島小原町（島町）
- 島高須賀町（島町）

1987年
- 一色西町（片原一色町）
- 六角堂西町（六角堂町）
- 六角堂東町（六角堂町）

1990年代頃
- 稲沢町北山1 - 2丁目（稲沢町など）
- 小池4丁目（小池正明寺町など）
- 正明寺3 - 4丁目（小池正明寺町など）
- 長野3 - 6丁目（長野町など）
- 赤池寺東町（赤池町）
- 赤池天王町（赤池町）
- 赤池北町（赤池町）
- 赤池宮西町（赤池町）
- 赤池北池田町（赤池町）
- 赤池中町（赤池町）
- 赤池南町（赤池町）
- 赤池東山町（赤池町）
- 赤池広畑町（赤池町）
- 赤池坂畑町（赤池町）
- 下津森町（下津町）
- 下津丹下田町（下津町）
- 下津油田町（下津町）
- 下津宮西町（下津町）
- 下津二本杉町（下津町）
- 下津本郷町（下津町）
- 下津土山町（下津町）
- 下津北信正寺町（下津町）
- 下津南信正寺町（下津町）
- 下津下町西1 - 3丁目（下津町）
- 下津下町東1 - 5丁目（下津町など）
- 石橋1 - 6丁目（石橋町・天池町など）
- 木全1 - 5丁目（木全町など）
- 稲島1 - 12丁目（稲島町など）
- 横地1 - 6丁目（横地町など）
- 稲府町（横地町など）
- 重本1 - 4丁目（重本町など）
- 大塚南（大塚町など）
- 千代1 - 9丁目（千代町など）
- 清水阿原町（清水町など）
- 清水八尻町（清水町など）
- 清水西川原町（清水町など）
- 清水郷西町（清水町など）
- 清水寺前町（清水町など）
- 清水八神町（清水町など）
- 下屋1 - 3丁目（下屋町など）
- 馬場1 - 3丁目（馬場町など）
- 西島1 - 4丁目（西島町など）
- 北島1 - 9丁目（北島町など）

2010年
- 陸田宮前1丁目（陸田宮前町・陸田町・長野町[1]）
- 下津鞍掛1丁目（下津長田町・下津鞍掛町・下津穂所町[1]）
- 長野7丁目（長野町・下津町・下津長田町・下津鞍掛町・下津穂所町[1]）
- 下津穂所1 - 2丁目（長野町・下津町・下津穂所町[1]）
- 下津小井戸1丁目（下津穂所町・下津小井戸町・下津町[1]）
- 下津北山1 - 2丁目（下津小井戸町・下津北山町・下津町・長野町[1]）
- 下津南山1 - 2丁目（下津南山町・下津町[1]）
- 北市場本町1 - 4丁目（北市場町[2]）
- 大嶋1丁目（北市場町[2]）

2018年
- 東畑1 - 7丁目（稲島町）

2019年
- 島北浦町（島町）
- 島本郷町（島町）
- 島下畑町（島町）
- 島寺西町（島町）
- 島新田町（島町）

## 旧中島郡祖父江町
中島郡祖父江町の稲沢市への合併後は町制時の大字にそれぞれ「祖父江町」を冠している。以下、1956年以前から祖父江町であった領域と旧長岡村域とに分けて記載する。
旧祖父江町
- 祖父江町祖父江（1906年、下祖父江・三拾町が統合して成立）
- 祖父江町三丸渕（旧丸甲村）
- 祖父江町甲新田（旧丸甲村）
- 祖父江町森上（旧領内村）
- 祖父江町二俣（旧領内村）
- 祖父江町本甲（旧領内村）
- 祖父江町桜方（旧領内村）
- 祖父江町大牧（旧領内村）
- 祖父江町上牧（旧牧川村）
- 祖父江町中牧（旧牧川村）
- 祖父江町両寺内（旧牧川村）
- 祖父江町島本（旧牧川村）
- 祖父江町野田（旧牧川村）
- 祖父江町山崎（旧山崎村）

旧長岡村
- 祖父江町馬飼（旧馬飼村）
- 祖父江町拾町野（旧拾町野村）
- 祖父江町西鵜之本（旧西鵜之本村）
- 祖父江町四貫（旧四貫村）
- 祖父江町神明津（旧神明津村）

## 旧平和町
中島郡平和町の稲沢市への合併後は前浪・新開・六輪を除く町制時の大字にそれぞれ「平和町」を冠している。前浪（1978年東城・六輪の各一部より成立）・新開（旧左右川村）・六輪（旧六輪村）の3つの大字についてはいずれも合併時に廃止し、それぞれの区域内の字にそれぞれ「平和町」を冠している。
- 平和町下起北（町制時代は六輪字下起北）
- 平和町下起中（町制時代は六輪字下起中）
- 平和町下起東（町制時代は六輪字下起東）
- 平和町下起南（町制時代は六輪字下起南）
- 平和町明和（町制時代は六輪字明和）
- 平和町光和（町制時代は六輪字光和）
- 平和町須ケ脇（町制時代は六輪字須ケ脇）
- 平和町前平（町制時代は六輪字前平）
- 平和町塩川（町制時代は六輪字塩川）
- 平和町領内（町制時代は六輪字領内）
- 平和町嫁振（町制時代は六輪字嫁振）
- 平和町嫁振北（町制時代は六輪字嫁振北）
- 平和町嫁振東（町制時代は六輪字嫁振東）
- 平和町勝幡新田（町制時代は六輪字勝幡新田）
- 平和町平六（町制時代は六輪字平六）
- 平和町城西（町制時代は六輪字城西）
- 平和町城之内（町制時代は六輪字城之内）
- 平和町那古良（町制時代は六輪字那古良）
- 平和町鷲尾（町制時代は新開字鷲尾）
- 平和町丸渕上（町制時代は新開字丸渕上）
- 平和町丸渕下（町制時代は新開字丸渕下）
- 平和町上前浪（町制時代は前浪字上前浪）
- 平和町下前浪（町制時代は前浪字下前浪）
- 平和町西光坊（旧左右川村）
- 平和町横池（旧左右川村）
- 平和町平池（旧左右川村）
- 平和町法立（旧左右川村）
- 平和町東城（旧三宅村）
- 平和町観音堂（1978年、三宅[注 2]の一部より成立）
- 平和町上三宅（1978年、三宅[注 2]の一部より成立）
- 平和町中三宅（1978年、三宅[注 2]の一部より成立）
- 平和町下三宅（1978年、三宅[注 2]の一部より成立）
- 平和町須ケ谷（旧井長谷村）